# Ensemble pour le peuple
Ensemble pour le peuple (en portugais : Juntos pelo Povo, abrégé en JPP) est un parti politique portugais.

## Histoire
Créé en 2014 dans la perspectives des élections régionales madériennes de 2015, l'inscription d'Ensemble pour le peuple au registre des partis politiques portugais est entérinée par le Tribunal constitutionnel le 27 janvier 2015, et ce dans la mesure où la constitution portugaise ne permet pas l'existence de partis politiques régionaux.
Le parti prend ses racines dans un mouvement citoyen fondé l'année précédente afin de concourir aux élections municipales de 2013 à Santa Cruz. Ce dernier remporte alors une majorité absolue des suffrages, et sa tête de liste Filipe Sousa devient maire de la commune.
En 2015, Ensemble pour le peuple obtient 10,30 % des suffrages aux élections régionales madériennes, décrochant ainsi 5 sièges et s'installant dans l'opposition. Aux élections suivantes, le parti voit son score presque divisé par deux et perd deux sièges.
Lors des élections municipales de 2017, le parti fait réélire Filipe Sousa à Santa Cruz et obtient des sièges dans de multiples entités locales. Filipe Sousa se voit une nouvelle fois reconduit dans ses fonctions lors des élections municipales de 2021.
Le parti ne réussit pas à obtenir un siège à l'Assemblée de la République lors de ses participations électorales nationales de 2015 à 2024. Lors des élections législatives de 2025, le JPP réussit à faire élire son fondateur, Filipe Sousa, dans la circonscription de Madère. S'il obtient un très faible résultat et un seul siège, le parti se fait remarquer en devenant le premier parti régionaliste à entrer au parlement dans l'histoire de la République portugaise. Filipe Sousa promet à cette occasion d'être la « voix des îles [de Madère] »,.
À l'échelon supranational, Ensemble pour le peuple est membre du Parti démocrate européen depuis 2022.

## Résultats électoraux

### Élections législatives
| Année | Tête de liste | Voix   | %    | Rang | Sièges  | Statut              |
| ----- | ------------- | ------ | ---- | ---- | ------- | ------------------- |
| 2015  | Nuno Moreira  | 14 285 | 0,26 | 14e  | 0 / 230 | Extra-parlementaire |
| 2019  | Lina Pereira  | 10 550 | 0,20 | 18e  | 0 / 230 | Extra-parlementaire |
| 2022  | Élvio Sousa   | 10 786 | 0,20 | 15e  | 0 / 230 | Extra-parlementaire |
| 2024  | Filipe Sousa  | 19 145 | 0,31 | 11e  | 0 / 230 | Extra-parlementaire |
| 2025  | Filipe Sousa  | 20 900 | 0,34 | 11e  | 1 / 230 | Opposition (XXVe)   |

### Élections européennes
| Année | Tête de liste          | Voix                   | %                      | Rang                   | Sièges                 | Statut              |
| ----- | ---------------------- | ---------------------- | ---------------------- | ---------------------- | ---------------------- | ------------------- |
| 2019  | Pas de liste présentée | Pas de liste présentée | Pas de liste présentée | Pas de liste présentée | Pas de liste présentée | Extra-parlementaire |
| 2024  | Pas de liste présentée | Pas de liste présentée | Pas de liste présentée | Pas de liste présentée | Pas de liste présentée | Extra-parlementaire |

### Élections régionales

#### Région autonome des Açores
| Année | Tête de liste          | Voix                   | %                      | Rang                   | Sièges                 | Statut                          |
| ----- | ---------------------- | ---------------------- | ---------------------- | ---------------------- | ---------------------- | ------------------------------- |
| 2016  | Pas de liste présentée | Pas de liste présentée | Pas de liste présentée | Pas de liste présentée | Pas de liste présentée | Extra-parlementaire             |
| 2020  | Pas de liste présentée | Pas de liste présentée | Pas de liste présentée | Pas de liste présentée | Pas de liste présentée | Extra-parlementaire (2020-2023) |
| 2020  | Pas de liste présentée | Pas de liste présentée | Pas de liste présentée | Pas de liste présentée | Pas de liste présentée | Soutien (XIIIe, 2023-2024)      |
| 2024  | Carlos Furtado         | 625                    | 0,54                   | 9e                     | 0 / 57                 | Extra-parlementaire             |

#### Région autonome de Madère
| Année | Tête de liste | Voix   | %     | Rang | Sièges  | Statut             |
| ----- | ------------- | ------ | ----- | ---- | ------- | ------------------ |
| 2015  | Élvio Sousa   | 13 114 | 10,30 | 4e   | 5 / 47  | Opposition (XIIe)  |
| 2019  | Élvio Sousa   | 7 830  | 5,50  | 4e   | 3 / 47  | Opposition (XIIIe) |
| 2023  | Élvio Sousa   | 14 933 | 11,03 | 3e   | 5 / 47  | Opposition (XIVe)  |
| 2024  | Élvio Sousa   | 22 959 | 16,89 | 3e   | 9 / 47  | Opposition (XVe)   |
| 2025  | Élvio Sousa   | 30 091 | 21,55 | 2e   | 11 / 47 | Opposition (XVIe)  |

### Élections municipales
| Année | Municipalités | Municipalités | Municipalités | Municipalités | Municipalités | Freguesias | Freguesias | Freguesias  |
| Année | %             | Rang          | Maires        | Échevins      | Conseillers   | %          | Rang       | Conseillers |
| ----- | ------------- | ------------- | ------------- | ------------- | ------------- | ---------- | ---------- | ----------- |
| 2017  | 0,29          | 18e           | 1 / 308       | 6 / 2074      | 17 / 6461     | 0,27       | 16e        | 45 / 27019  |
| 2021  | 0,28          | 25e           | 1 / 308       | 5 / 2064      | 13 / 6448     | 0,28       | 24e        | 43 / 26797  |

### Source de traduction
- (pt) Cet article est partiellement ou en totalité issu de l’article de Wikipédia en portugais intitulé « Juntos pelo Povo » (voir la liste des auteurs).